# Yên Đài
Yên Đài (giản thể: 烟台市; phồn thể: 煙臺市; bính âm: Yāntái Shì) là một địa cấp thị thuộc tỉnh Sơn Đông, Trung Quốc. Thành phố nằm bên bờ Nam biển Bột Hải và bờ Đông của vịnh Bột Hải. Yên Đài giáp thành phố Thanh Đảo về phía tây nam và Uy Hải về phía đông. Thành phố Yên Đài có diện tích 13.739,9 km², dân số năm 2023 là 7.102.100 người, mật độ dân số đạt 520 người/km². Có 4.233.100 người sống trong vùng nội thành.

## Hành chính
Địa cấp thị Yên Đài quản lý 12 đơn vị hành chính cấp huyện, bao gồm 5 quận, 6 thành phố cấp huyện và một khu phát triển.
- Chi Phù (芝罘区)
- Phúc Sơn (福山区)
- Mậu Bình (牟平区)
- Lai Sơn (莱山区)
- Bồng Lai (蓬莱区)
- Long Khẩu (龙口市)
- Lai Dương (莱阳市)
- Lai Châu (莱州市)
- Chiêu Viễn (招远市)
- Tê Hà (栖霞市)
- Hải Dương (海阳市)
- Khu phát triển kinh tế kỹ thuật Yên Đài (烟台经济技术开发区)

Các đơn vị này được chia nhỏ thành 148 đơn vị cấp hương, bao gồm 94 hương, 6 trấn và 48 nhai đạo.